# Helmuth Kienast
Helmuth Kienast (* 14. Februar 1892 in Königsberg; † 18. August 1987 in Pforzheim) war ein deutscher Marineoffizier, zuletzt Konteradmiral der Kriegsmarine im Zweiten Weltkrieg.

## Leben
Nach Schulbesuch auf dem Collegium Fridericianum in Königsberg trat Kienast am 1. April 1909 als Seekadett in die Kaiserliche Marine ein. Nach seiner Grundausbildung absolvierte er bis 30. September 1911 die Marineschule Mürwik, kam anschließend auf das Linienschiff Westfalen und wurde dort am 19. September 1912 zum Leutnant zur See befördert. Ab Ende Juli 1913 war er dort FT-Offizier. Diese Dienststellung hatte er über den Ausbruch des Ersten Weltkriegs inne. Am 2. Mai 1915 wurde er zum Oberleutnant zur See befördert. Er ging im Januar 1916 von Bord und wurde am 31. März 1916 Adjutant und FT-Offizier auf dem Hilfskreuzer Wolf unter dem Kommando von Fregattenkapitän Nerger. Auf der folgenden, über zwei Jahre dauernden Feindfahrt, die über den Indischen Ozean bis in die Gewässer Südostasiens, Australiens und Neuseelands führte, wurden insgesamt 35 Handels- und zwei Kriegsschiffe, mit zusammen ca. 110.000 BRT aufgebracht bzw. versenkt. Für seine Leistungen wurde Kienast mit beiden Klassen des Eisernen Kreuzes, dem Ritterkreuz II. Klasse des Friedrichs-Ordens mit Schwertern und dem Hanseatenkreuz von Hamburg und Lübeck ausgezeichnet. Später erhielt er noch das Kolonialabzeichen. Nach seiner Rückkehr nach Deutschland erfolgte am 5. Mai 1918 seine Versetzung als Flaggleutnant in den Stab des Führers der Minenverbände der Hochseeflotte.
Kienast blieb über das Kriegsende bis zum 15. Dezember 1918 in dieser Dienststellung, war danach bis Anfang Februar 1919 ohne Verwendung und wurde dann bis zum 5. Juli 1919 als Wachoffizier auf der Zieten eingesetzt. Er schloss sich für zwei Monate dem Freiwilligen Landesjägerkorps unter Generalmajor Maercker an und war im September 1919 kurzzeitig als Kompanieoffizier im Küstenwehrregiment „Wilhelmshaven“ tätig. Am 11. September 1919 wurde Kienast in die Reichsmarine übernommen. Er diente als Kompanieführer bei der II. bzw. I. Abteilung der Schiffsstammdivision der Nordsee und wurde am 15. Februar 1920 Kapitänleutnant. Als solcher war er vom 17. August 1921 bis 30. September 1923 Adjutant. Anschließend war er für zwei Monate Artillerieoffizier auf dem Leichten Kreuzer Arcona und kam anschließend in gleicher Funktion auf die Amazone. Ab 29. September 1925 schloss sich eine dreijährige Verwendung als Lehrer an der Schiffsartillerieschule an. Dann war Kienast ein Jahr Zweiter Artillerieoffizier auf dem Linienschiff Elsass und wurde dort am 1. Oktober 1928 zum Korvettenkapitän befördert. Als Referent in der Marineausbildungsabteilung wurde er am 25. September 1929 in die Marineleitung versetzt und vom 7. Oktober 1932 bis zum 19. Februar 1933 diente er im Stab des Befehlshabers der Linienschiffe. Dann wurde er Erster Admiralstabsoffizier im Stab des Befehlshabers der Linienschiffe. In dieser Dienststellung wurde Kienast am 1. Oktober 1933 zum Fregattenkapitän sowie am 1. April 1935 zum Kapitän zur See befördert.
Nach dem Übergang von der Reichs- zur Kriegsmarine wurde er am 23. September 1935 zum Chef des Stabes der Inspektion der Marineartillerie ernannt. Im März/April 1937 war er gleichzeitig mit der Vertretung des Inspekteurs der Marineartillerie beauftragt. Am 6. Oktober 1937 erfolgte seine Ernennung zum Kommandanten von Wesermünde. Diese Stellung hatte Kienast über den Beginn des Zweiten Weltkriegs bis zum 10. Mai 1940 inne. Nach der Besetzung der Niederlande war er drei Monate lang Kommandeur des Marineartillerieregiments 21 in Den Haag sowie Kommandant des Küstenverteidigungsabschnittes Holland. Am 19. Juni 1940 wurde Kienast zum Marinebefehlshaber in den Niederlanden ernannt, und am 1. August 1940 wurde ihm der Charakter als Konteradmiral verliehen. Das Patent zu diesem Dienstgrad erhielt er am 1. Januar 1941. Nachdem er am 30. Juni 1942 von seinem Posten entbunden worden war, stellte man Kienast zur Verfügung des Chefs der Marinestation der Nordsee und kommandierte ihn zur Einarbeitung zur Wehrersatzinspektion Bremen. Vom 30. September 1942 bis zum 5. Dezember 1944 war Kienast Inspekteur der Wehrersatzinspektion Bremen. Anschließend stand er bis zu seiner Verabschiedung am 31. Januar 1945 zur Verfügung des Oberbefehlshabers des Marineoberkommandos Nord. Nach seiner Verabschiedung wurde Kienast am 1. Februar 1945 zur Verfügung der Kriegsmarine gestellt und vom 10. Februar bis zum 3. Mai 1945 als z.V.-Offizier weiterverwendet. Er war während dieser Zeit als Prisenrichter am Prisenhof in Hamburg tätig.